# Alpha 66
Alpha 66 è stato dalla fine del 1961 un gruppo paramilitare di esuli cubani, veterani della rivoluzione cubana, con quartier generale a Miami in Florida (Stati Uniti d'America). Esso aveva lo scopo di far cadere il regime di Fidel Castro e del Partito Comunista di Cuba.

## Storia e struttura
Dei sei capi membri fondatori, quattro avevano vestito pochi anni prima l'uniforme di comandante di elevato rango nell'unione combattente del Secondo Fronte Nazionale dell'Escambray (SFNE), quando queste truppe, in parallelo al Movimento del 26 luglio di Fidel Castro, avevano combattuto con successo la guerriglia contro l'esercito di Fulgencio Batista. Tra di loro si trovava il fondatore e comandante in capo dello SFNE, Eloy Gutiérrez Menoyo, che fu nominato comandante militare di Alpha 66, e Andrés Nazario Sargén, che fino alla sua morte, avvenuta nel 2004, presiedette il Segretariato generale del gruppo.
Con l'esperienza del combattimento nella guerra contro Batista, Alpha 66 volle ora appoggiare Castro, ma dopo che questi disattese le dichiarazioni programmatiche rilasciate prima della vittoria della sua rivoluzione e che nel 1959 concentrò nelle sue mani tutto il potere, senza controllo democratico, il gruppo decise di tenere fin dall'inizio un atteggiamento anticomunista.
Alpha 66 si formò in seguito al fallimento dell'invasione della baia dei Porci, per rilanciare lo spirito battagliero di molti esuli cubani contro Castro. Il Gruppo fu registrato come organizzazione formale dal suo primo tesoriere, Antonio Veciana, a  Porto Rico nel 1961. Insieme alla sede centrale in Florida Alpha 66 ha sedi secondarie nel New Jersey  (USA) e in California.
Attuale Segretario generale di Alpha 66 è Ernesto Díaz Rodríguez, un ex sindacalista che dal 1959 combatteva contro Castro e nel 1991, come prigioniero politico, dopo aver scontato 22 anni e mezzo a causa di una condanna a 40 anni, fu rilasciato a seguito di una campagna condotta a suo favore dal Pen Club e dall'allora presidente della Costa Rica, Oscar Arias.

## Attività
Le attività del Gruppo ebbero, nelle diverse fasi della sua esistenza, diversi punti fondamentali:
- innanzitutto si tratta del sostegno che gli esiliati di Alpha 66 ai rimanenti combattenti per la resistenza, che nell'autunno del 1960, particolarmente sui monti Escambray, avevano iniziato una guerriglia contro il governo di Fidel Castro, senza tuttavia riuscire a estendere i combattimenti ad altre zone
- parallelamente Alpha 66, dall'ottobre 1962, richiamò su di sé l'attenzione effettuando numerosi puntuali atti di sabotaggio e attentati a obiettivi economici sotto forma di attacchi di commando lungo le coste cubane, in particolare furono attaccate e danneggiate navi mercantili.[1] Alle proteste ufficiali cubane e sovietiche il Presidente degli Stati Uniti John F. Kennedy reagì a fine marzo 1963 con l'ordine alle autorità statunitensi di porre fine a futuri attacchi da parte di esuli cubani residenti negli USA,[5] che tuttavia fu solo in parte rispettato. Contro una ventina di noti membri dell'Alpha66 egli ordinò una limitazione della libera circolazione nella contea di Miami-Dade.[6]
- oltre a ciò il gruppo diffuse in Cuba trasmissioni radio con propri impianti di radiodiffusione, dando alle sue azioni la massima pubblicità possibile in Cuba stessa.[1][7]
- il più ambizioso progetto (Piano Omega dal 1964) fu l'invio a Cuba di truppe d'invasione per dar corpo a un esercito di guerriglieri. I corrispondenti tentativi fallirono però malamente, specialmente nel gennaio 1965, quando l'allora comandante del gruppo, Gutiérrez Menoyo, insieme a tre compagni di lotta, furono arrestati circa quattro settimane dopo il loro sbarco, nei pressi di Baracoa, all'estremità orientale dell'isola, senza che a loro si fossero uniti altri combattenti volontari del posto.[1] Negli altri simili tentativi nel 1970 furono uccisi dodici su tredici "invasori".[8] Alpha 66 mantenne piccole basi di appoggio nelle Bahamas e nella Repubblica Dominicana, mentre il Governo federale degli Stati Uniti d'America vietò qualunque azione contro Cuba dal proprio territorio, anche se Alpha 66 spesso non ne tenne conto.[9]
- Alpha 66 perseguì in diversi momenti piani per eliminare Fidel Castro.[9]
- dal 1980 il gruppo spostò lo scopo principale sulla destabilizzazione interna di Cuba (Piano Máximo Gómez).[10]
- negli anni 1990 Alpha 66 spostò ancora il proprio interesse principale sul turismo internazionale a Cuba, che per l'isola era la fonte principale di valuta pregiata. Il gruppo annunciò alle agenzie di viaggi e ai turisti i suoi attacchi e fu responsabile di numerose minacce con bombe negli hotel e altri atti di sabotaggio. Nel marzo del 1994 vi fu l'attacco di un commando giunto su motovedetta sull'isola di Cayo Coco, di fronte alla costa settentrionale cubana, a un hotel che si risolse con una sparatoria tra i membri del Gruppo Alpha-66 e le forze di sicurezza cubane.[1]
- da quando infine nell'aprile 2001 un combattente armato fu arrestato nel tentativo di sbarcare su Cuba, i rimanenti membri del gruppo si limitarono a un occasionale addestramento paramilitare, senza escludere però un ritorno alla lotta armata. Secondo alcune dichiarazioni essi vollero per il momento tenersi pronti al combattimento, al quale il popolo cubano si sarebbe ribellato al proprio governo per sostenerli nella loro lotta per la liberazione.[8][11] Un tale confronto armato con il Governo era ritenuto dal Gruppo prima o poi inevitabile, ma fondamentalmente si sarebbe anche appoggiato il debole movimento di opposizione interna.[12][13]

## Effetti
Sebbene le attività del gruppo fossero militarmente relativamente poco importanti e l'obiettivo dichiarato di far cadere militarmente la dittatura di Castro, al più tardi dal 1965, apparisse del tutto irrealistico, i membri del Gruppo Alpha 66, con il loro spirito di abnegazione e il comportamento senza compromessi, si guadagnarono le simpatie e il rispetto politico e il sostegno finanziario tra la comunità degli esuli cubani. Parimenti il Gruppo Alpha 66 servì da strumento di propaganda per il regime, che legittimava così la soppressione di ogni forma di opposizione: nella rappresentazione che ne davano i mezzi di comunicazione cubani il Gruppo Alpha 66 appariva assai più minaccioso di quanto i suoi successi lo giustificassero.
In molti casi le attività si limitarono a minacce e annunci pubblici da entrambi gli estremi dello stretto di Florida. Le istituzioni cubane rappresentavano il Gruppo Alpha 66 come "operante sotto l'egida della CIA" e come "organizzazione terroristica anticubana".
Secondo i loro annunci, la loro attività era costata, in cinque anni, tre vittime locali: due pescatori e un soldato della polizia confinaria.
Nell'opinione di altri rappresentanti all'interno della comunità degli esuli cubani circa la promettente politica contro Castro Alpha 66 era almeno altrettanto pericolosa che il regime cubano: soprattutto durante gli anni 1970 e 1980, quando parte degli esuli cubani ebbero a che fare con il dialogo con Castro promosso dal Presidente degli Stati Uniti Jimmy Carter e cominciarono a sciogliere il loro impegno nei conflitti armati, Alpha 66 fu coinvolta in azioni violente come attacchi con bombe contro i rappresentanti delle posizioni moderate a Miami L'ex capo militare Militärchef Menoyo fu marchiato dal Gruppo come "traditore" dopo che egli, dopo 22 anni di prigione a Cuba, a Miami dichiarò fallita la strada della violenza e si espresse in favore di trattative.
Il Gruppo fu infiltrato e sorvegliato dallo FBI, come anche dalle spie del Servizio segreto cubano. Nel 1992 l'ex capo militare di Alpha 66, Francisco Avila, che dal 1968 al 1979 era stato prigioniero a Cuba, fu riconosciuto come doppiogiochista: egli, in cambio di denaro, aveva sia fornito informazioni sull'attività del Gruppo al governo cubano che sugli agenti cubani attivi in Florida allo FBI. Secondo alcune dichiarazioni egli aveva dall'Avana, tra l'altro, ottenuto 12.000 dollari per l'acquisto di un'imbarcazione per Alpha 66 così come istruzioni per attacchi.
Dal 1962 fino alla sua sorprendente immigrazione verso Cuba nel 1985 l'ufficiale del Servizio segreto cubano Enoel Salas Santos era un agente infiltrato nelle file del Gruppo Alpha 66. Egli teneva informato il governo cubano sulle numerose azioni. Le autorità statunitensi poterono, grazie all'insufficiente mantenimento della segretezza, scoprire numerose azioni di Alpha 66  - ad esempio la Guardia Costiera statunitense s'impadronì tra il 1993 e il 1997 di numerose imbarcazioni armate al largo delle coste.
Nel 1994 si staccò da Alpha 66 un piccolo gruppo attorno a Rodolfo Frómeta al fine di proseguire, sotto il nome di "Comandos F4", attacchi militari contro Cuba.
Dal 2001 non sono più conosciute azioni del Gruppo Alpha 66. Appartenenti a questo però si radunano ancora, specialmente nei fine settimana, per addestramento paramilitare e per incontrarsi tra compagni.